# Julius Fučík (compositeur)
Pour les articles homonymes, voir Julius Fučík et Fučík.
Œuvres principales
- Entrée des gladiateurs

Julius Ernest Wilhelm Fučík, né le 18 juillet 1872 à Prague et mort le 25 septembre 1916 à Berlin, est un compositeur bohémien. Il est surtout connu du grand public pour son Entrée des gladiateurs mais aussi par des marches (Florentiner Marsch) et d’élégantes valses. Ses compositions s'apparentent à la musique viennoise, à l'instar des compositeurs du XIXe siècle de la dynastie des Strauss, sur des rythmes principalement de valses, polkas, marches, mazurkas ou galops.

## Biographie
Il naît à Prague, alors capitale de royaume de Bohême au sein de la monarchie austro-hongroise. Il est un des nombreux élèves de Dvořák (en composition) au conservatoire de Prague où il apprend le violon, le basson et la batterie.
À 19 ans, il devient musicien militaire au 49e régiment d'infanterie dans les forces armées austro-hongroises à Krems, sous la direction du maître de chapelle Josef Franz Wagner. Il sera affecté à divers régiments comme musicien et deviendra chef de fanfare. Revenu à Prague en 1895, il  jouait du basson au Nouveau Théâtre allemand ; l'année suivante, il a travaillé comme chef de chœur à Sisak en Croatie. En 1897 il est affecté au 86e régiment d'infanterie à Sarajevo. C'est là qu'il compose l'Entrée des gladiateurs qui avait à l'origine un nom en français : la Grande Marche Chromatique.
À partir de 1900, il donne des concerts à Prague et à Berlin devant plus de 10 000 personnes et sa musique commence à être connue. Au cours des années suivantes, il a occupé divers postes comme musicien militaire à Budapest et à Terezín. En 1913, il se marie et s’installe à Berlin. Il crée son propre orchestre et une maison d'édition pour vendre ses œuvres. Mais l'arrivée de la grippe espagnole ne favorise pas son entreprise. Démoralisé et affaibli, il meurt à Berlin le 15 septembre 1916, à 44 ans. Il est enterré dans le cimetière de Vinohrady à Prague. 
Fučík était l'oncle du journaliste Julius Fučík (1903-1943), exécuté par le régime nazi.

## Œuvre
Fucik a composé plus de 400 pièces musicales : musique de chambre, chansons, marches, valses, un requiem ainsi que le début d'un opéra : La Rose de Toscane.
Beaucoup de ses œuvres ont disparu.
- Marches :
  - Attila, marche hongroise
  - Der alte Brummbär (Le vieux bougon)
  - Entrée des gladiateurs, marche pour orch. op.68
  - Florentiner Marsch (Marche Florentine)
  - Les Gais forgerons, marche pour orch.
  - Herzegowina
  - Mississippi River
  - Triglav, marche slovène
- Ouvertures :
  - Marinarella
- Valses :
  - Donausagen-Walzer
  - Traumideale
  - Winterstürme
- Vieil ours grognant, polka pour basson et orchestre.

## Discographie
- Entrée des Gladiateurs (marche op. 68) + Tempêtes hivernales (valse op.184) + Mississipi River (marche américaine op.160) + Légendes du Danube (valse op.233) + Attila (marche hongroise) + Traumideale (valse) + Triglav (marche slovène) + Marinarella (ouverture de concert op. 215), par l'Orchestre Philharmonique Tchèque, direction Vaclav Neumann (1983 / 1 CD ORFEO C 147 861 A)
- Marinarella (ouverture de concert op.215) + Oncle Teddy (marche pittoresque op.239) + Légendes du Danube (valse op.233) + Les Joyeux Forgerons (marche op.218) + Le Vieux Ronchonneur (polka comique op.210) + Entrée des Gladiateurs (marche op.68) + Miramare (ouverture de concert op.247) + Florentiner (grande marche italienne op.214) + Tempêtes hivernales (valse op.184) + Hercegovac (marche op. 235) + Les Enfants du Régiment (marche op.169) + Petites Ballerines (valse op.226) + Mississipi River (marche américaine op.160) + Sous le drapeau de l'Amiral (marche op.82), par David Hubbard (basson solo), le Royal Scottish National Orchestra, direction Neeme Järvi (2015 / 1 CD CHANDOS CHSA 5158)
- "Musique Scandaleuse" : Sérénade op.19 + Ivresse amoureuse op.225 + Scherzo op.25 + Dévotion op.291 + Rondo op.26 + De 8 heures le matin à 11 heures le soir op.216 + Ticha laska op.4 + Should the breeze of your reminiscences ever be felt...? op.128 + Getting old, pal, aren't we...! op.192 + Marital naggings op.268 + Noc op.16 + Symphonia Scandaleuse op.29, par Vera Müllerova (piano), Robert Jindra (ténor), Josef Moravec (baryton), Quatuor Stadler, Membres du Quatuor Stamic (1998 / 1 CD MATOUS NESL 0002-2 131)